# ヘルマン・ランツホッフ
ヘルマン・ランツホッフ（Hermann Landshoff、1905年-1986年）は、ドイツ生まれのユダヤ系アメリカ人で、フランスおよびアメリカ合衆国で活躍したファッション写真系統の写真家。有名人や写真家のポートレイトも多く撮影した。主として、1940年代・1950年代に活躍。日本ではハーマン・ランショフ、米国ではHermanと表記されることもあるが、上記のHermann　=　ヘルマン・ランツホッフまたはヘルマン・ランツォッフが原語により忠実な表記である。
第二次世界大戦前から写真家として活躍。戦前は、パリで「Femina」や「Paris Vogue」に写真を発表する。
1941年にアメリカ合衆国に移動。「Junior Bazaar」や「Mademoiselle」に写真を発表する。
屋外での撮影、複数のモデルを1枚の写真に使うことは言うに及ばず、ローラースケートや自転車を使った大きな動きのある画面構成を採用するなど、当時としては斬新なアイデアを盛り込んだファッション写真を撮影した。
下記外部リンク（Fashion Institute of Technologyにおける展覧会「Herman Landshoff: Photographs」（2002年）の紹介）によると、ニューヨークにあるFashion Institute of Technology（About FIT）には、3500点以上のヘルマン・ランツホッフのヴィンテージプリントが所蔵されているという。

## 日本における展覧会および文献
日本においてヘルマン・ランツホッフの展覧会は開催されていない。また、ヘルマン・ランツホッフについてのまとまった日本語文献も存在しない。ただし、次の文献に、ヘルマン・ランツホッフの作品が1点掲載されている。
- 太陽1992年7月号・特集100 Fashion Photos（平凡社・1992年）

## 写真集
- Albert Einstein at home, Princeton, 1946-1950 : photographs, introduction by Harry Woolf（WorldCat）
  - 参考ページ